# Bremach
Bremach (iz BREnna in MAcCHi - Bremach) je italijanski proizvajalec lahkih 4X4 offroad tovornjakov, ki se uporabljajo v civilne in vojaške namene.

## Modeli
- 1960: Bremach GR
- 1970: Bremach NGR
- 1980: Bremach Brio
- 1990: Bremach Job X4
- 2000: Bremach Job X2
- 2005: Bremach Job

## Galerija
- Gasilski Bremach
- Ambulantni Bremach
- Bremach
- Bremach z dvigalom
- Bremach T-REX